# Трамагал
Трамагал (порт. Tramagal)  —  населённый пункт и район в Португалии,  входит в округ Сантарен. Является составной частью муниципалитета  Абрантеш. По старому административному делению входил в провинцию Рибатежу. Входит в экономико-статистический  субрегион Медиу-Тежу, который входит в Центральный регион. Население составляет 4043 человека на 2001 год. Занимает площадь 24,06 км².
Покровителем района считается Дева Мария (порт. Maria). 
В районе образовалась фолк-метал-группа Hyubris.